# Manuel Moreno
Manuel Moreno (Buenos Aires, 1781 – 1857) è stato un politico argentino.
Attivista per l'indipendenza, nel 1817 fu incarcerato, fuggendo in seguito negli Stati Uniti, dove si laureò in medicina all'Università del Maryland.
Fu ministro dell'Interno dell'Argentina dal 1827 al 1828. 
Era il fratello del giornalista Mariano Moreno, di cui scrisse una biografia.